# Canton de Belfort
Le canton de Belfort est un ancien canton français situé dans le département du Haut-Rhin puis du Territoire de Belfort.

## Histoire
- Le canton de Belfort a été créé au XIXe siècle en tant que canton du département du Haut-Rhin. Par décret du 16 septembre 1871, il est établi comme canton du Territoire de Belfort.
- De 1900 jusqu'à sa suppression, le canton de Belfort était représenté par quatre conseillers généraux.
- En 1940, les conseils généraux sont remplacés : d'abord par une commission départementale (désignée) puis par un conseil départemental (également désigné).
- Le canton de Belfort est supprimé par le décret du 9 août 1967 le scindant entre les cantons de Belfort-Centre, Belfort-Nord, Belfort-Est, Belfort-Ouest, Châtenois-les-Forges, Danjoutin et Valdoie[1].

## Composition
Lors de sa dissolution, le canton comprenait 32 communes :
- Belfort
- Andelnans
- Argiésans
- Banvillars
- Bavilliers
- Bermont
- Botans
- Buc
- Charmois
- Châtenois-les-Forges
- Chèvremont
- Cravanche
- Danjoutin
- Essert
- Dorans
- Fontenelle
- Meroux
- Moval
- Novillard
- Offemont
- Pérouse
- Eschêne-Autrage
- Rechotte
- Roppe
- Salbert
- Sevenans
- Trévenans
- Urcerey
- Valdoie
- Vétrigne
- Vézelois
- Vourvenans

## Représentation
(27 octobre 2016).
Améliorez-le ou discutez des points à vérifier. 

### Conseillers généraux de 1833 à 1967
| Période                                  | Période                   | Identité                                                      | Étiquette                | Qualité |
| ---------------------------------------- | ------------------------- | ------------------------------------------------------------- | ------------------------ | --- |
| 1833                                     | 1839 (décès)              | François-Joseph Haas                                          | Majorité ministérielle   | Négociant - Maire de Belfort Président du Tribunal de commerce Député du Haut-Rhin (1824-1830 et 1837-1839)                                       |
| 1839                                     | 1842                      | Jean Pierre Victor Rossée                                     |                          | Magistrat puis avocat Député du Haut-Rhin (1815 et 1841-1842)                                                                                     |
| 1842                                     | 1848                      | Fidèle François Xavier Nizole (1792-1863)                     |                          | Avocat Ancien conseiller municipal de Porrentruy (Suisse)                                                                                         |
| 1848                                     | 1852                      | Charles Joseph Marie Lardier                                  |                          | Notaire à Belfort |
| 1852                                     | 1863 (décès)              | Fidèle François Xavier Nizole                                 |                          | Avocat à Belfort Président du Conseil Général |
| 1863                                     | 1870                      | Charles François Xavier Nizole (1818-1872, fils du précédent) |                          | Avocat à Belfort |
| 1870                                     | 1871 (démission)          | Alfred Koechlin-Schwartz                                      | Républicain              | Industriel, député du Nord (1888-1889) Ancien maire du 8e arrondissement de Paris                                                                 |
| 1871                                     | 1877                      | Édouard Mény                                                  |                          | Maire de Belfort (1855-1872) |
| 1878                                     | 1891 (décès)              | Charles Fréry                                                 | Républicain              | Médecin Député (1881-1885) - Sénateur (1887-1891)                                                                                                 |
| 1891                                     | 1893 (décès)              | Adolphe Metz-Juteau (1849-1893)                               | Républicain              | Maire de Belfort (1892-1893) |
| 1893                                     | 1898                      | Philippe Lesmann                                              | Républicain Progressiste | Industriel à Roppe Président du Tribunal de commerce                                                                                              |
| 1898                                     | 1914 (décès)              | Charles Schneider                                             | Rad.                     | Négociant Maire de Belfort (1894-1914) Député (1902-1914) Président du Conseil Général (1908-1914)                                                |
| 1901                                     | 1919                      | Christ Schad                                                  | Rad.                     | Administrateur-directeur des tramways Conseiller municipal de Belfort                                                                             |
| 1901                                     | 1904 (décès)              | Charles Vallet                                                | Rad.                     | Conseiller municipal de Belfort |
| 1904                                     | 1906 (décès)              | André Larger                                                  | Républicain              | Négociant, maire de Valdoie |
| 1904                                     | 1927 (décès)              | Laurent Thiery                                                | Rad.                     | Journaliste Directeur de La Frontière Sénateur du Haut-Rhin (1912-1927) Président du Conseil Général (1915-1927)                                  |
| 1907                                     | 1919                      | Adolphe Chardouillet                                          | Rad.                     | Ancien négociant à Châtenois |
| 1919                                     | 1928                      | Adolphe Stein                                                 | RG                       | Industriel - Maire de Danjoutin (1912-1925) |
| 1921                                     | 1925                      | Jean Klopfenstein                                             | RG                       | Agriculteur à Belfort |
| 1919                                     | 1922                      | René Rücklin                                                  | SFIO                     | Avocat à Belfort Député du Doubs (1928-1936) |
| 1921                                     | 1937                      | Christophe Klopfenstein                                       | Rad.                     | Directeur de la Maison d'Agriculture à Belfort Élu en 1937 dans le canton de Fontaine                                                             |
| 1922                                     | 1928                      | Édouard Hengy (1888-1961)                                     | SFIC                     | Comptable, ancien lieutenant Maire de Valdoie (1919-1925)                                                                                         |
| 1928                                     | 1937                      | Lucien Gardey                                                 | Rad.                     | Employé à la Société des Chemins de Fer de l'Est à Belfort                                                                                        |
| 1928                                     | 1940                      | Henry Baudin                                                  | Rad.                     | Avocat - Maire de Belfort (1932-1935) |
| 1922                                     | 1940                      | Joseph Rassinier                                              | PC-SFIC puis SFIO        | Agriculteur-maraîcher à Bermont |
| 1934                                     | 1940 (démission d'office) | Pierre-Sylvain Dreyfus-Schmidt                                | Rad.                     | Avocat Maire de Belfort (1935-1939, 1944-1946 et 1958-1964) Député (1945-1951 et 1956-1958) Révoqué par le Gouvernement de Vichy                  |
| novembre 1937                            | 1941 (démission d'office) | Gustave Lang                                                  | Rad.                     | Docteur en médecine à Belfort Révoqué par le Gouvernement de Vichy                                                                                |
|                                          |                           |                                                               |                          | |
| 1943                                     | 1945                      | Henri Marré (1879-1956)                                       |                          | Employé à la compagnie des chemins de fer du Nord Maire de Châtenois-les-Forges Nommé conseiller départemental en 1943                            |
| 1943                                     | 1945                      | Hubert Metzger (1884-1958)                                    |                          | Maire de Belfort (1939-1944, 1946-1958) Nommé conseiller départemental en 1943                                                                    |
| 1943                                     | 1945 (décès)              | Célestin Thuriot                                              |                          | Maire de Roppe Nommé conseiller départemental en 1943                                                                                             |
|                                          |                           |                                                               |                          | |
| 1945                                     | 1960 (décès)              | Henry Baudin                                                  | Rad.                     | Avocat, ancien maire de Belfort |
| 1945                                     | 1958 (décès)              | Hubert Metzger                                                | Rad.                     | Fonctionnaire Adjoint, puis Maire de Belfort Secrétaire de l'association des mutilés et réformés du Territoire de Belfort                         |
| 1945                                     | 1957 (décès)              | Georges Rassinier (1909-1957)                                 | SFIO                     | Agriculteur à Bermont |
| 1945                                     | 1951                      | André Thilly                                                  | PCF                      | Monteur en chauffage, adjoint au maire de Cravanche                                                                                               |
| 1951                                     | 1958 (décès)              | Charles Guldemann (1900-1958)                                 | MRP                      | Maire de Valdoie (1953-1958) |
| 1958                                     | 1965 (décès)              | Marcel Braun                                                  | MRP                      | Médecin, ancien résistant Conseiller municipal de Belfort Président du Conseil Général (1960-1965)                                                |
| 25 janvier 1959                          | 1964                      | Louis Bugaut (1909-2004)                                      | UFD                      | Médecin, Bavilliers |
| 1961                                     | 1967                      | Jean Dietsch                                                  | MRP puis CD              | Pharmacien à Belfort |
| 1961                                     | 1967                      | Xavier Bauer (1886-?)                                         | UNR puis DVD             | Directeur de banque, conseiller municipal de Belfort Président de l'association des médaillés militaires Président du conseil général (1965-1967) |
| 1964                                     | 1967                      |                                                               |                          | |
| 27 mars 1966                             | 1967                      | Michel Dreyfus-Schmidt                                        | FGDS                     | Avocat, adjoint au maire de Belfort Élu en 1967 dans le canton de Belfort-Ouest                                                                   |
| Les données manquantes sont à compléter. |                           |                                                               |                          | |

### Conseillers d'arrondissement (de 1833 à 1940)
| Période                                  | Période      | Identité                                               | Étiquette | Qualité |
| ---------------------------------------- | ------------ | ------------------------------------------------------ | --------- | --- |
| 1833                                     | 1839 (décès) | Joseph Réchou père (1767-1839)                         |           | Négociant à Belfort                                                                                         |
| 1839                                     | 1842         | Fidèle Nizole père (1792-1863)                         |           | Avocat à Belfort                                                                                            |
| 1842                                     | 1844 (décès) | Christophe Eugène Réchou (1796-1844, fils de J.Réchou) |           | Propriétaire à Belfort                                                                                      |
| 1845                                     | 1848         | Auguste Jérôme Antonin                                 |           | Avoué, maire de Belfort (1835-1848)                                                                         |
| 1940                                     |              |                                                        |           | Les conseils d'arrondissement ont été suspendus par la loi du 12 octobre 1940 et n'ont jamais été réactivés |
| Les données manquantes sont à compléter. |              |                                                        |           | |